# 12852 Теплай
12852 Теплай (12852 Teply) — астероїд головного поясу, відкритий 20 березня 1998 року.
Тіссеранів параметр щодо Юпітера — 3,590.